# 東秩父村営バス
東秩父村営バス（ひがしちちぶそんえいバス）は、埼玉県秩父郡東秩父村がかつて運行していた自治体バス（旧80条バス）である。1976年（昭和51年）4月1日運行開始。2016年（平成28年）9月30日をもって運行終了、翌10月1日からイーグルバスの一般路線バスへ統合され、「東秩父村路線バス」W03系統となった。

## 概要
東秩父村では村営バスとして2路線を運行してきたが、2013年（平成25年）4月の村立小学校の統廃合に伴い、村内のバス路線再編とダイヤ改正を実施し、村営バス川博線を同年3月31日をもって廃止するとともに、イーグルバスの村内路線を「和紙の里」停留所（道の駅和紙の里ひがしちちぶ）まで延伸した。これにより従来は村営バス川博線を利用して通学していた旧東秩父村立西小学校（東秩父村立槻川小学校へ統合）の生徒は、延伸されたイーグルバスの路線で通学することとなった。
2015年度（平成27年度）には「東秩父村地域地域公共交通網形成計画」を策定して村内バス路線の維持確保を図り、翌2016年度（平成28年度）には同計画の事業内容を実施するため「東秩父村地域公共交通再編計画」を策定、これにより村営バス寄居線を廃止してイーグルバスの村内路線（東秩父村路線バス）へ統合した。同時に「和紙の里」停留所をバス路線網のハブとして位置づけた上で路線再編を行うとともに、利用しやすい運賃体系の導入を進めるとした。これにより村営バスはイーグルバスへ移管され、完全廃止されるに至った。

## 路線
村内には鉄道駅がないため、全路線が隣接する大里郡寄居町に所在する寄居駅を起終点としていた。循環バスではなく片方向運行である。

### 寄居線
- 寄居駅 - 鉢形城歴史館 - かやの湯前 - 堂平 - 奥沢 - 役場前 - 和紙の里
  - 運行時間は6時台から20時台、1日8便運行。
  - 2016年10月1日より、イーグルバスの一般路線へ統合[1][2]。

### 川博線
- 寄居駅 - 保健福祉センター - さいたま川の博物館
  - 2013年（平成25年）3月31日をもって廃止[1]。

## 車両
自家用有償旅客運送の形態を採っており、村が所有する自家用バス（白ナンバー）の三菱ふそう・エアロミディを使用していた。カラーリングは白地に赤色のナックルラインで、緑色の文字で車体前面には「後のり」、側面下部には「東秩父村」と書かれていた。
村営バス専用のバス停ポールは一本柱型（通称「ダルマ型ポール」）で、丸板と柱は濃ピンク色に塗られ、丸板には停留所名の上に東秩父村の村章、下には「東秩父村営バス」の文字が書かれていた。柱には白い時刻表の板が留められ、行先と運行時刻のほか、地元企業の広告も書かれていた。